# Moyuta (vulkaan)
Moyuta is een stratovulkaan in het departement Santa Rosa in Guatemala. De berg ligt ongeveer anderhalve kilometer ten zuidwesten van de plaats Moyuta en is ongeveer 1662 meter hoog.
De top van de vulkaan wordt gevormd door drie andesieten lavakoepels. De hellingen van het vulkaancomplex hebben talrijke sintelkegels. Kleine fumarolen zijn te zien op de noordelijke en zuidelijke hellingen, en warmwaterbronnen zijn te vinden op de noordoostelijke voet van de vulkaan, evenals langs de rivieren op zuidoostelijke zijde. De vulkaan is bedekt met bos en koffieplantages.